# Elección legislativa de Francia de 1928
Las elecciones legislativas de Francia para elegir a la decimocuarta de la Tercera República Francesa se realizaron el 22 y 29 de abril de 1928.

## Resultados
| Partido | Partido                                           | Votos     | %      |
| ------- | ------------------------------------------------- | --------- | ------ |
|         | Alianza Democrática y Radicales Independientes    | 2.196.243 | 23.19% |
|         | Federación Republicana                            | 2.082.041 | 21.99% |
|         | Sección Francesa de la Internacional Obrera       | 1.708.972 | 18.05% |
|         | Partido Republicano. Radical y Radical Socialista | 1.682.543 | 17.77% |
|         | Partido Comunista Francés                         | 1.066.099 | 11.26% |
|         | Partido Republicano Socialista                    | 432.045   | 04.56% |
|         | Independientes                                    | 136.966   | 1.45%  |
|         | Conservadores                                     | 78.203    | 0.83%  |
|         | Socialistas Independientes                        | 58.279    | 0.62%  |
|         | Otros partidos de izquierda                       | 24.122    | 0.25%  |
|         | Otros                                             | 4.348     | 0.05%  |